# Krutiec (rejon penzeński)
Krutiec (ros. Крутец) – wieś (dieriewnia) w Rosji, w obwodzie penzeńskim, w rejonie penzeńskim. W 2010 liczyła 8 mieszkańców.